# Proditomus
Proditomus is een geslacht van kevers uit de familie van de loopkevers (Carabidae). De wetenschappelijke naam van het geslacht is voor het eerst geldig gepubliceerd in 1934 door Schauberger.

## Soorten
Het geslacht Proditomus is monotypisch en omvat slechts de volgende soort:
- Proditomus mirus Schauberger, 1934